# Lothar Steiger
Lothar Steiger (* 27. Januar 1935 in Berlin) ist ein deutscher evangelischer Theologe mit den Fachgebieten Systematische und Praktische Theologie.

## Leben
Steiger wurde 1960 mit der Dissertation  Die Hermeneutik als dogmatisches Problem an der Universität Tübingen promoviert. 1968 Professor für Theologie und Philosophie an der Kirchlichen Hochschule Wuppertal. Von 1973 bis 1989 war er an der Universität Heidelberg Inhaber des Lehrstuhls für Dogmatik, danach bis zu seiner Emeritierung im Jahr 2000 Inhaber des Lehrstuhls für Homiletik und Seelsorge.
Steiger veröffentlichte u. a. Arbeiten zur theologischen Hermeneutik, zu Sören Kierkegaard, zur erzählenden Theologie der Evangelien und zur Deutung des Kirchenjahrs. In Lehre und Predigt ist die „Wieder-holung“ tradierter Glaubenserfahrung in Gegenwart sein Anliegen, das er in einer zugleich poetisch-assoziativen und hoch reflektierten Sprache verwirklicht.
Steiger war verheiratet mit der Theologin und Musikwissenschaftlerin Renate Steiger († 2006), mit der er Studien zur musikalischen Theologie Johann Sebastian Bachs veröffentlichte. Ihre beiden Söhne sind Philipp Steiger und der Theologe Johann Anselm Steiger.

## Werke (Monografien)
- Die Hermeneutik als dogmatisches Problem. Eine Auseinandersetzung mit dem transzendentalen Ansatz des theologischen Verstehens. Gütersloher Verlagshaus Gerd Mohn, Gütersloh 1961, 200 S.
- Hochmut des Glaubens. Predigten aus dem Wuppertal. Mit einem Predigtnachgespräch von Christian Möller. Neukirchener Verlag, Neukirchen-Vluyn 1975, ISBN 3-7887-0447-0, 156 S.
- Erzählter Glaube. Die Evangelien. Gütersloher Verlagshaus Gerd Mohn, Gütersloh: 1978, ISBN 3-579-04721-3, 272 S. (in erweiterter Form nachgedruckt unter dem Titel: Die Erinnerung nach vorne. Erzählter Glaube. Die Evangelien, Stuttgart: Radius-Verlag 1993 (Radius-Bücher), 387 S. – ISBN 3-87173-995-2)
- Ermutigungen. Predigten und Meditationen (Göttinger Predigthefte; 36). Vandenhoeck & Ruprecht, Göttingen 1979, ISBN 3-525-60125-5, 113 S.
- Die Herrlichkeit sehen. Sequenzen, Meditationen, Predigten. Johannes Stauda Verlag, Kassel 1982, ISBN 3-7982-0168-4, 166 S.
- Erschienen in der Zeit. Dogmatik im Kirchenjahr. Epiphanias und Vorpassion nach den Evangelien. Johannes Stauda Verlag, Kassel: 1982, ISBN 3-7982-0173-0, 213 S.
- Sic et non – Ja und Nein. Traktate und Sermone über den Menschen. Johannes Stauda Verlag, Kassel 1985, ISBN 3-7982-0184-6, 233 S.
- Er geht mit uns. Wiederentdeckte biblische Wegweiser (Herder Taschenbuch; 1700). Herder Taschenbuch, Freiburg i. Br. 1990, ISBN 3-451-08700-6, 158 S.
- (mit Renate Steiger) Sehet! Wir gehn hinauf gen Jerusalem. Johann Sebastian Bachs Kantaten auf den Sonntag Estomihi (Veröffentlichungen zur Liturgik, Hymnologie und theologischen Kirchenmusikforschung; 24). Vandenhoeck & Ruprecht, Göttingen 1992, ISBN 3-525-57185-2, 261 S.
- Von wahrer und falscher Resignation. Predigten im Nachmärz. 1990–1993 (Radius-Bücher). Radius-Verlag, Stuttgart 1993, ISBN 3-87173-877-8, 134 S.
- Himmelspforten. Reimpostille auf alle Sonn- und Feiertage, Heidelberg: Manutius Verlag 2002, 429 S. – ISBN 3-934877-18-4
- Vom lieben Jüngsten Tag. Predigten von Pfingsten bis zum Letzten Sonntag im Kirchenjahr (Predigt heute; 4). Hartmut Spenner, Waltrop 2003, ISBN 3-89991-009-5, 251 S.
- Christ will unser Trost sein. Predigten im Osterfestkreis von Septuagesimae bis Himmelfahrt und Exaudi vor Pfingsten (Predigt heute; 8). Hartmut Spenner, Waltrop 2005, ISBN 3-89991-038-9, 269 S.
- Aber dein Scheiden macht. Drei offene Briefe an Klaus-Peter Jörns zu seinem Buch Notwendige Abschiede. Auf dem Weg zu einem glaubwürdigen Christentum, hrsg. von Eva Forssman, Kristlieb Adloff und Rainer Oechslen. Sonderheft der Zeitschrift Predigt im Gespräch, November 2005, 42 S.
- Vademecum durch das Kirchenjahr als Perikopen Hand- und Begleitbüchlein für geistlich Arme und arme Geistliche in Epigrammen abgefaßt. Ralf Schuster Verlag, Passau 2015.
- Erste Liebe. Corona Gedichte. Biblisch 2020-2021. Hartmut Spenner, Waltrop 2021.